# Eriaxis rigida
Eriaxis rigida ist eine Pflanzenart aus der Familie der Orchideen (Orchidaceae). Sie ist die einzige Art der Gattung Eriaxis und ausschließlich auf Neukaledonien beheimatet.

## Beschreibung
Eriaxis rigida ist eine krautige, terrestrisch wachsende, ausdauernde Pflanze. Ihre Wurzeln sind lang, dick und spröde. Die Sprossachse wächst aufrecht und ist gelegentlich verzweigt. An jedem Knoten entspringt ein Blatt. Die Blätter sind grün, oval, ledrig, haben einen verdickten Rand und eine netzförmige Blattnervatur. Der traubige Blütenstand enthält auffallende, resupinierte Blüten. Die Blütenblätter sind nicht miteinander verwachsen. Die drei Sepalen sind weiß, an der Spitze braun gefärbt, alle gleich groß, weit ausgebreitet, oval, dick, fleischig und haben eine dicht behaarte Blattunterseite. Die Petalen sind weiß oder blass rosa, oval, ebenfalls weit ausgebreitet, dick, fleischig und unbehaart. Die Lippe ist dreilappig, weiß und hat einen magentafarbenen Rand. Längs der Lippe verläuft mittig eine Reihe gelblich erscheinender Schuppen und Borsten. Die Seitenlappen stehen aufrecht und umfassen die Säule. Die Säule ist gebogen, an ihrem Ende trägt sie das gegenüber der Säulenachse stark herabgebogene Staubblatt. Das Staubblatt wird haubenförmig von Gewebe der Säule (Klinandrium) umgeben. Der Pollen liegt lose als einzelne Pollenkörner (Monaden) vor und ist nicht zu Pollinien verklebt. Der Fruchtknoten ist dreikammrig, behaart, weiß, gewunden und gerippt. Die Kapselfrucht ist länglich und aufrecht stehend. Sie öffnet sich an sechs längs verlaufenden Septen und enthält zahlreiche Samen. 

## Verbreitung
Eriaxis rigida ist ein Endemit Neukaledoniens. Die Pflanzen wachsen auf der ganzen Insel und auf der zu Neukaledonien gehörenden Île des Pins in Höhenlagen von 150 bis 700 Meter. Seltener findet man sie auch in Höhenlagen von 1250 Meter und höher.

## Systematik und botanische Geschichte
Eriaxis rigida wird innerhalb der Unterfamilie Vanilloideae in die Tribus Vanilleae eingeordnet. Schwestertaxon ist die ebenfalls auf Neukaledonien beschränkte Clematepistephium smilacifolium.
Eriaxis rigida wurde 1877 von Heinrich Gustav Reichenbach in Linnaea; Ein Journal für die Botanik in ihrem ganzen Umfange Band 41, Seite 63 beschrieben.
Der Name Eriaxis kommt vom griechischen ἔριον erion „Wolle“ und vom lateinischen axis „Achse“. Er bezieht sich auf die dichte Behaarung des Blütenstandes, des Fruchtknotens und der Sepalen.